# Troianivka, Manevîci
Troianivka (în ucraineană Троянівка) este localitatea de reședință a comunei Troianivka din raionul Manevîci, regiunea Volînia, Ucraina.

## Demografie
Componența lingvistică a localității Troianivka
     Ucraineană (99,89%)
Conform recensământului din 2001, majoritatea populației localității Troianivka era vorbitoare de ucraineană (99,89%), existând în minoritate și vorbitori de alte limbi.